# 3 Faces
3 Faces (en persa: سه رخ‎, romanizado: Se rokh) es una película dramática iraní de 2018 dirigida por Jafar Panahi y protagonizada por Behnaz Jafari y Panahi como ellos mismos. La película se produjo a pesar de la prohibición de hacer películas impuesta a Panahi. Fue seleccionada para competir por la Palma de Oro en el Festival Internacional de Cine de Cannes de 2018, ganando el premio al Mejor Guion.

## Argumento
Behnaz Jafari, una popular actriz iraní, busca a una niña (Marziyeh) en el noroeste de Irán con su amigo Jafar Panahi, un director, después de ver un video de la niña pidiendo ayuda para dejar a su familia conservadora.
La película toma la forma de una road movie, gran parte de la cual tiene lugar dentro y alrededor del SUV de Panahi . Varios encuentros caprichosos tienen lugar en el viaje, con personajes y tradiciones locales. Marziyeh finalmente se descubre viviendo, aislada del pueblo, con otras dos aspirantes a actrices en una casa pequeña.

## Reparto
- Behnaz Jafari como ella misma
- Jafar Panahi como él mismo
- Marziyeh Rezaei como 'Marziyeh'
- Maedeh Erteghaei
- Narges Del Aram

## Producción
3 Faces fue la cuarta película de Jafar Panahi realizada bajo su prohibición cinematográfica de 20 años impuesta por el gobierno de Irán, después de This Is Not a Film, Closed Curtain y Taxi. Está filmado en una parte remota de Irán donde se habla turco (azerbaiyano), de donde provienen los padres de Panahi.
Necesariamente, la filmación suele ser "tosca y lista", incluida una secuencia de apertura filmada con un teléfono móvil de mano.

## Respuesta de la crítica
3 Faces tiene un promedio de 78/100 en Metacritic. Variety describe la película como una "paradoja absorbente", donde Panahi cambia el énfasis a "toda una subclase de la feminidad iraní" en "lo que se siente como su película más libre" y "más elusiva" desde su prohibición de hacer películas. La reseña dice que la película es un "acto silencioso y feroz de desafío cinematográfico".
Los Angeles Times describió la película como un "retrato multigeneracional" con "su poesía cotidiana, sus profundas reservas de misterio y sus ricas recompensas para una audiencia sincera".

## Premios y reconocimientos
La película fue seleccionada para competir por la Palma de Oro en el Festival Internacional de Cine de Cannes de 2018. En Cannes, Panahi y el coguionista Nader Saeivar ganaron el premio al Mejor Guion.
La película también ganó el Golden Orange en el Festival Internacional de Cine de Antalya, el Premio Douglas Sirk en el Festival de Cine de Hamburgo, y el Premio Leon Cakoff en el Muestra Internacional de Cine de São Paulo.
- Datos: Q51803959

1. ↑  «Se Rokh (2018) - Financial Information». The Numbers. Consultado el 14 de octubre de 2022.
2. 1 2 3 4 5  Kiang, Jessica (2 de julio de 2018). «Film Review: ‘3 Faces’». Variety (en inglés estadounidense). Consultado el 14 de octubre de 2022.
3. ↑  3 Faces, consultado el 14 de octubre de 2022.
4. ↑  Chang, Justin (28 de marzo de 2019). «Review: Jafar Panahi’s mysterious ‘3 Faces’ examines female repression and rebellion». Los Angeles Times (en inglés estadounidense). Consultado el 14 de octubre de 2022.
5. ↑  «The 2018 Official Selection - Festival de Cannes». www.festival-cannes.com (en inglés). 12 de abril de 2018. Consultado el 14 de octubre de 2022.
6. ↑  Keslassy, Peter Debruge,Elsa (12 de abril de 2018). «Cannes Lineup Includes New Films From Spike Lee, Jean-Luc Godard». Variety (en inglés estadounidense). Consultado el 14 de octubre de 2022.
7. ↑  Debruge, Peter (19 de mayo de 2018). «Japanese Director Hirokazu Kore-eda’s ‘Shoplifters’ Wins Palme d’Or at Cannes». Variety (en inglés estadounidense). Consultado el 14 de octubre de 2022.
8. ↑  Goodfellow2018-10-11T08:01:00+01:00, Melanie. «'3 Faces', 'Shoplifters' win top prizes at Antalya Film Festival». Screen (en inglés). Consultado el 14 de octubre de 2022.
9. 1 2  Se rokh - IMDb, consultado el 14 de octubre de 2022.